# Тушкови
Тушкови (пол. Tuszkowy) — село в Польщі, у гміні Ліпуш Косьцерського повіту Поморського воєводства.
Населення — 220 осіб (2011).
У 1975-1998 роках село належало до Гданського воєводства.

## Демографія
Демографічна структура станом на 31 березня 2011 року:
|          | Загалом | Допрацездатний вік | Працездатний вік | Постпрацездатний вік |
| -------- | ------- | ------------------ | ---------------- | -------------------- |
| Чоловіки | 115     | 35                 | 66               | 14                   |
| Жінки    | 105     | 27                 | 58               | 20                   |
| Разом    | 220     | 62                 | 124              | 34                   |